# Alaksandr Łukaszuk
Alaksandr Michajławicz Łukaszuk (biał. Аляксандр Міхайлавіч Лукашук, ur. 1955 w Brześciu) – białoruski dziennikarz, publicysta, pisarz i tłumacz, działacz prodemokratyczny, długoletni dyrektor sekcji białoruskiej Radia Wolna Europa.

## Życiorys
Absolwent Mińskiego Państwowego Uniwersytetu Lingwistycznego (1977). Pracował jako tłumacz, dziennikarz i redaktor. W latach 1990–1992 był redaktorem naczelnym wydawnictwa Białoruś (najstarszego białoruskiego wydawnictwa książkowego, założonego w 1921). W 1993 przeszedł do Radia Wolna Europa, w latach 1998–2023 był dyrektorem białoruskiej sekcji tego radia. Jednocześnie w latach 2004–2005 był dyrektorem Radia Wolny Afganistan, a w latach 2007–2008 pełnił funkcję redaktora naczelnego RWE.
Jeden z założycieli Martyrologa Białorusi, stowarzyszenia poświęconego pamięci ofiar represji totalitarnych na Białorusi. W latach 1990–1995 członek komisji ds. praw ofiar represji politycznych Rady Najwyższej Republiki Białorusi XIII kadencji. Stypendysta Instytutu Hoovera na Uniwersytecie Stanforda w Kalifornii.
Laureat nagrody im. Alesia Adamowicza oraz międzynarodowej nagrody literackiej im. Franciszka Boguszewicza białoruskiego centrum PEN Clubu. Autor wielu książek poświęconych historii XX wieku. Scenarzysta filmów Tragedia Armenii (Трагедыя Арменіі, 1990), Posłowie (Дэпутаты, 1992) oraz Droga do Kuropat (Дарога на Курапаты, 1994), nagrodzonego Nagrodą Państwową Białorusi. W 2019 wyróżniony przez Radę Białoruskiej Republiki Ludowej Medalem Stulecia Białoruskiej Republiki Ludowej.
Mieszka w Pradze.

## Wybrane publikacje książkowe
- Łukaszuk A., Ślad motyla: Oswald w Mińsku (Сьлед матылька. Освальд у Менску), Wrocław: Kolegium Europy Wschodniej im. Jana Nowaka-Jeziorańskiego, 2014, ISBN 978-83-7893-021-1 (rok wydania białoruskiego: 2011).
- Лукашук A., За кіпучай чэкісцкай работай, Archiŭ najnoŭšaj Historyi, Minsk: Naša Niva, 1997, ISBN 978-985-6374-03-9.
- Лукашук A., У фіялетавай ночы вугал крыла, Vostraja Brama, Vilnius: Naša Niva, 1999, ISBN 978-9986-9219-6-7.
- Лукашук A., Прыгоды АРА ў Беларусі, Радыё Свабодная Эўропа/Радыё Свабода, Praha, 2005, ISBN 0929849-07-8.
- Лукашук A., Зкімбы-зымбы, Biblii︠a︡tėchka chasopisu Dzei︠a︡slou, Minsk: „Knihazbor”, 2013, ISBN 978-985-7057-51-1.
- Лукашук A., Вяртанне нацыяналіста, Minsk: „Halii︠a︡fy”, 2014, ISBN 978-985-7021-29-1.
- Лукашук A., Там, дзе няма цемнаты: Радыё Свабода, Viasna, Praha, 2024, ISBN 978-80-909134-3-1.